# Ginkgo henanensis
Ginkgo henanensis — вимерлий вид насіннєвих рослин родини Ginkgoaceae. Викопні екземпляри цього виду відомі з палеоценових відкладень у Хенані, Китай.

## Відкриття та найменування
Ginkgo henanensis відомий за 30 скам’янілими листками, усі викопані з формації Дачжан у Луанчуань, провінція Хенань, Китай, хоча лише 4 з цих листків добре збереглися. Ці зразки були збережені в палеоботанічній лабораторії Університету Чанга в Китаї.
Родова назва «гінкго» походить від його японської назви Gin an і Itsjò, що означає «сріблястий абрикос». Видова назва стосується провінції Хенань, звідки походять усі відомі нині зразки.

## Опис
Відомі зразки викопного листя вказують на те, що Ginkgo henanensis було різнолистим, з відомими як дволопатевими, так і багатолопатевими формами. Це одне з двох кайнозойських гінкго, які, як відомо, мають лише лопатеві листя, тоді як інші кайнозойські види мають листя з суцільними краями, що робить G. henanensis більш схожим на мезозойські види гінкго в цьому плані. У адаксіальній пластинці в кожній клітині є один центральний сосочок. У цього виду трихоми відсутні.
Листя цього виду належать до двох груп діапазону маси листя на площу (LMA) від 120,9 г/м2 до 131,3 г/м2 і від 184,5 г/м2 до 187,4 г/м2 відповідно. Оскільки обидві групи мають вищий LMA, ніж сучасне Ginkgo biloba, вважається, що Ginkgo henanensis мало повільнішу стратегію екологічного повернення та нижчу швидкість переробки поживних речовин, що, можливо, дозволило палеоценовому гінкго зайняти ширший діапазон екологічних ніш, ніж його сучасний аналог.